# Michael J. Fox Show
The Michael J. Fox Show is een Amerikaanse comedyserie, met Michael J. Fox in een van de hoofdrollen. De serie was voor het eerst op 26 september 2013 te zien op NBC in de VS. Michael J. Fox was eerder op dit netwerk te zien als Alex P. Keaton in de comedyserie Family Ties, die werd gemaakt van 1982 tot 1989.
Michael J. Fox maakt zijn comeback op televisie na het beëindigen van zijn rol in ABC's Spin City.

## De show
Nadat de ziekte van Parkinson bij hem is vastgesteld, moest Mike Henry zijn carrière als nieuwslezer bij het New Yorkse WNBC opgeven en zich richten op zijn gezondheid en gezin. Vijf jaar later besluit Mike weer aan het werk te gaan en komt in een strijd terecht tussen zijn werk en gezin.

## Hoofdrolspelers
- Michael J. Fox - Michael "Mike" Henry
- Betsy Brandt - Annie Henry, Mike's echtgenote
- Juliette Goglia - Eve Henry, Mike en Annie's dochter
- Conor Romero - Ian Henry, Mike en Annie's oudste zoon
- Jack Gore - Graham Henry, Mike and Annie's jongste zoon
- Katie Finneran - Leigh Henry, Mike's zus
- Wendell Pierce - Harris Green, Mike's baas en beste vriend
- Ana Nogueira - Kay Costa, Mike's producent

## Ontwikkeling en Productie
In Augustus 2012 bestelde NBC het eerste seizoen van de serie. De serie wordt vanaf de herfst van 2013 uitgezonden.

## Kritische ontvangst
De nieuwe show ontving gemengde kritieken. Zo werd het een van de zes beste nieuwe shows van het seizoen 2013-2014 genoemd door Entertainment Weekly, terwijlThe New York Times de show absoluut niet leuk vond, met de opmerking dat "iets niet goed voelde".

## Prijzen
In juni 2013 ontving de show, samen met vijf andere, de Critics' Choice Television Award for Most Exciting New Series.